# Тамара Пангелова
Тамара Федоровна Пангелова (рођена Дунајска) (рус. Тамара Пангелова, Полтава 22. август 1943) је совјетска атлетичарка које се такмичила у тркама на 1,500 метара.
Прву медаљу освојила је на Европском првенству у дворани 1971. где је освојила бронзану медаљу резултатома 4:18,1. Следеће године  у Греноблу постала је европска првакиња резултатом светског рекорда у дворани 4:14,62.
Учествовала је на Летњим олимпијским играма 1972 у Минхену и у финалу завршила као пета резултатом, 4:06.45  

## Лични рекорди
- 800 м: 2:04,0 мин, 4. септембар 1967, Кијев
- 1.500 м: 4:06,45 мин, 9. септембар 1972, Минхен
- 3.000 м: 9:04,4 мин, 15. јул 1974, Хелсинки